# 개구리 머그잔

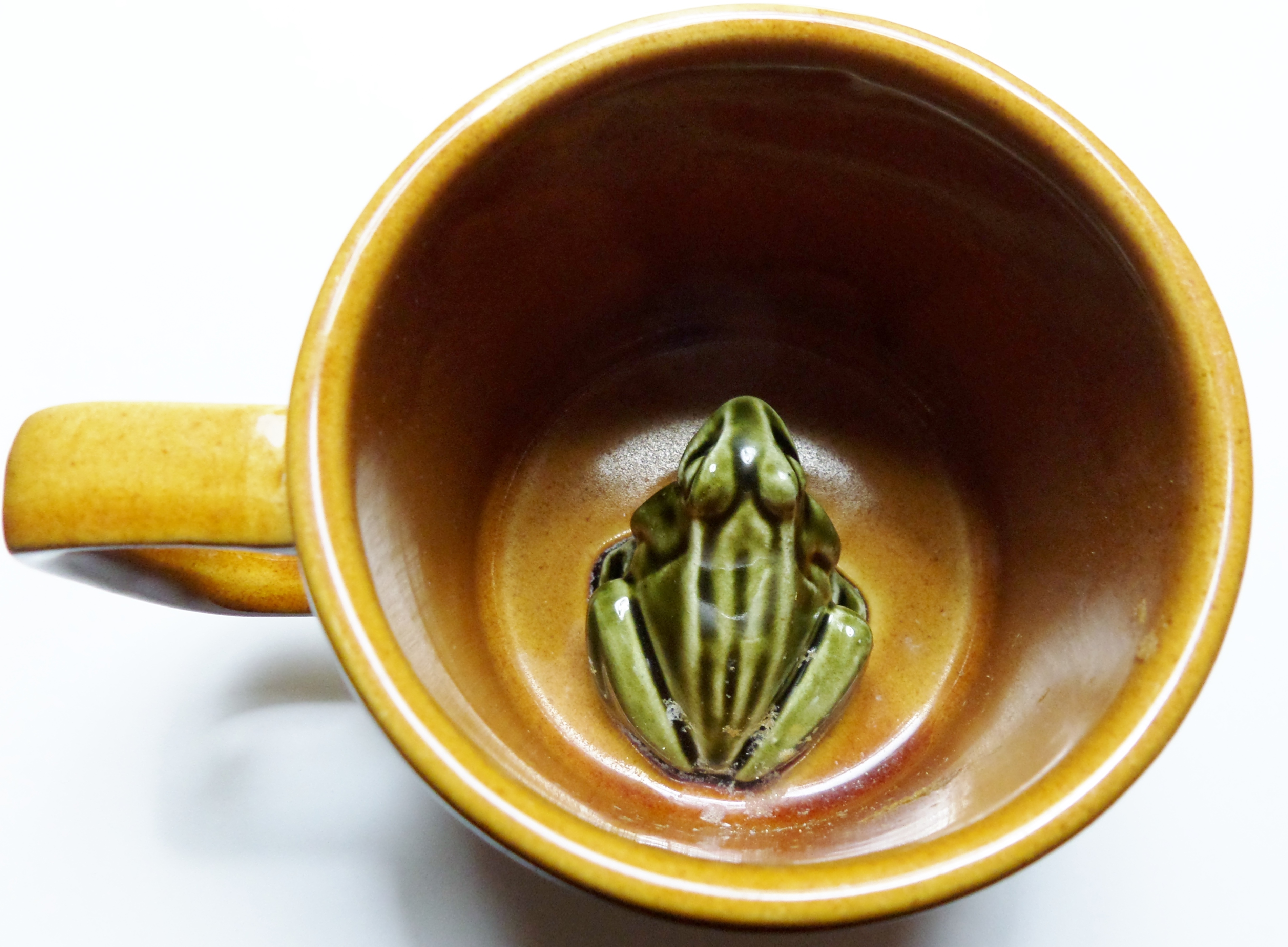
현대적인 개구리 머그잔

개구리 머그잔, 두꺼비 머그잔 또는 서프라이즈 머그잔은 주로 맥주 또는 유사한 알코올 음료를 마시는 데 사용되는 일종의 세라믹 용기다. 스태퍼드셔주, 우스터셔주 및 뉴캐슬과 같은 장소에서 복사되기 전에 선덜랜드에서 처음 생산되었다. 이 머그컵은 보들링 컵과 퍼즐 주전자와 같은 음주 게임의 전통의 일부였다. 이 경우 컵은 물이 빠진 용기의 바닥에서 천천히 나타나는 그림이나 3차원 세라믹 개구리를 특징으로 한다.

## 형질
개구리 머그잔은 1775년경부터 시작되어 19세기 말까지 계속해서 인기를 얻었다. 순진한 술꾼은 맥주를 삼키며 그 당시에 탁한 음료에서 나오던 개구리를 보고 놀랐을 것이다. 어떤 경우에는 용기가 기울어지고 찌꺼기가 소비되면서 개구리가 입의 구멍을 통해 술꾼에게 웅얼거리고 침을 뱉었다. 일부 머그잔에는 두 개 또는 세 개의 손잡이가 있고 여러 마리의 개구리가 있을 수도 있다.

### 장식

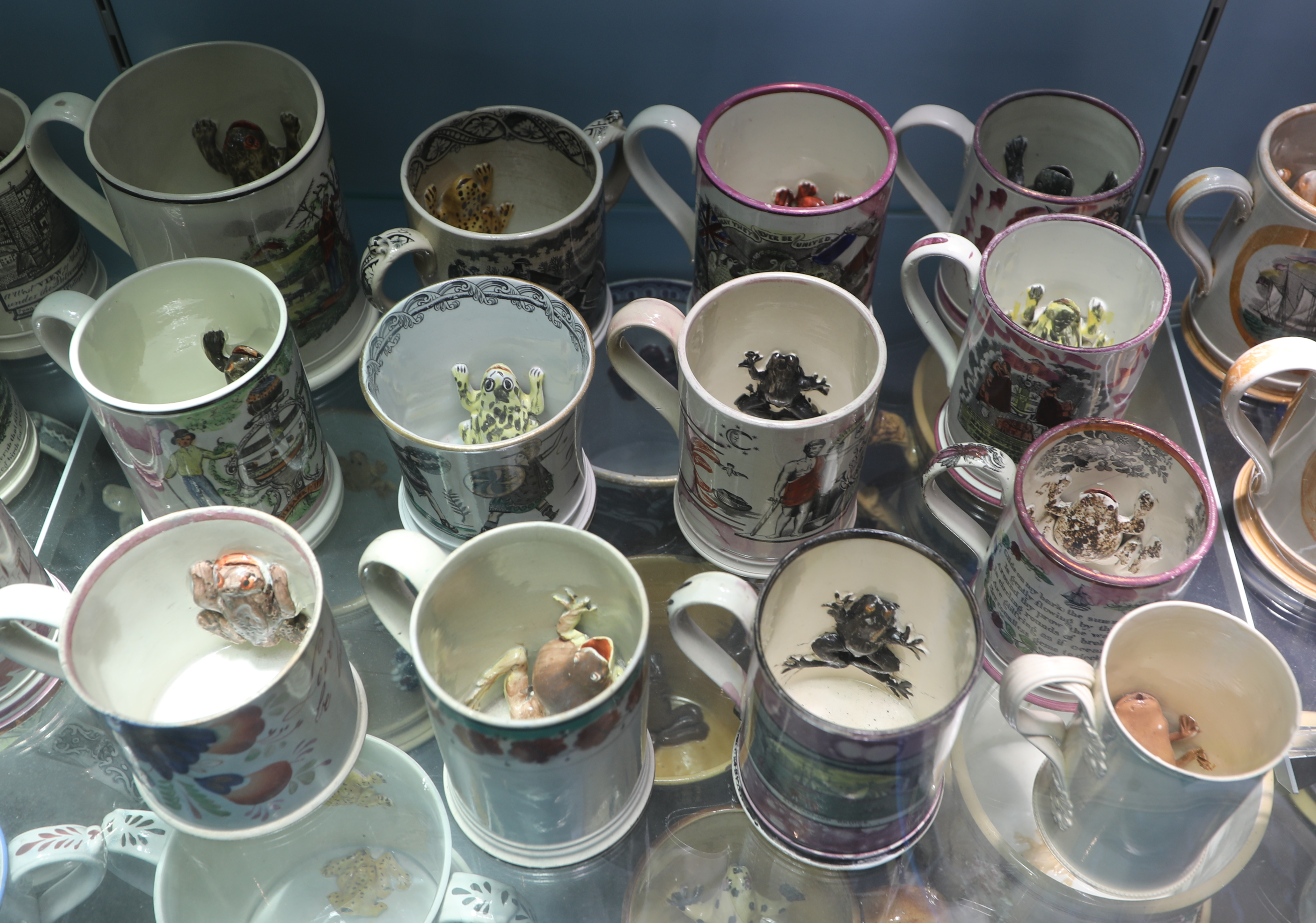
도자기 박물관 및 미술관 의 개구리 머그컵

개구리 머그잔에는 애국심, 모토, 속담, 속담, 교훈적인 구절, 그림 등이 새겨진 문양이 전사 인쇄되어 있는 경우가 많으며, 일부는 이름이 새겨져 있어 특별한 날을 기념하기 위해 선물로 주기도 했다. 크림 전쟁의 성공이나 나폴레옹 보나파르트의 패배를 기념하기 위해 숫자가 제작되었다. 일부 머그는 다양한 주제를 특징으로 하는 디자인을 높였다.

## 용도
이 머그잔은 선술집 등에서 분위기와 유쾌함을 더하는 일종의 소박한 장난이었다. 현대에는 단순한 오락이나 대화의 도구로 사용된다.
학질은  발열과 오한을 수반하는 질병이다. 맥주 안의 개구리를 보고 깜짝 놀라는 것과 같은 갑작스러운 충격이 치료된다는 것은 오래된 전통이었다.
개구리 머그잔 중 일부는 개구리를 노출시켜 어린 아이들이 술을 마칠 수 있도록 독려하기 위해 만들어졌다.

## 제조업자
스태퍼드셔주, 우스터셔주 및 뉴캐슬과 같은 장소에서 복사되기 전에 1775년경 선덜랜드에서 처음 만들어졌다. 1860년대에는 Tees, Tyne 및 Wear에서 이러한 머그를 생산하는 약 25개의 도자기 제조소가 있었다. 첫 번째 제조 장소 때문에 선덜랜드 머그로 알려져 있기도 하다.